# Antoine-Louis Barye

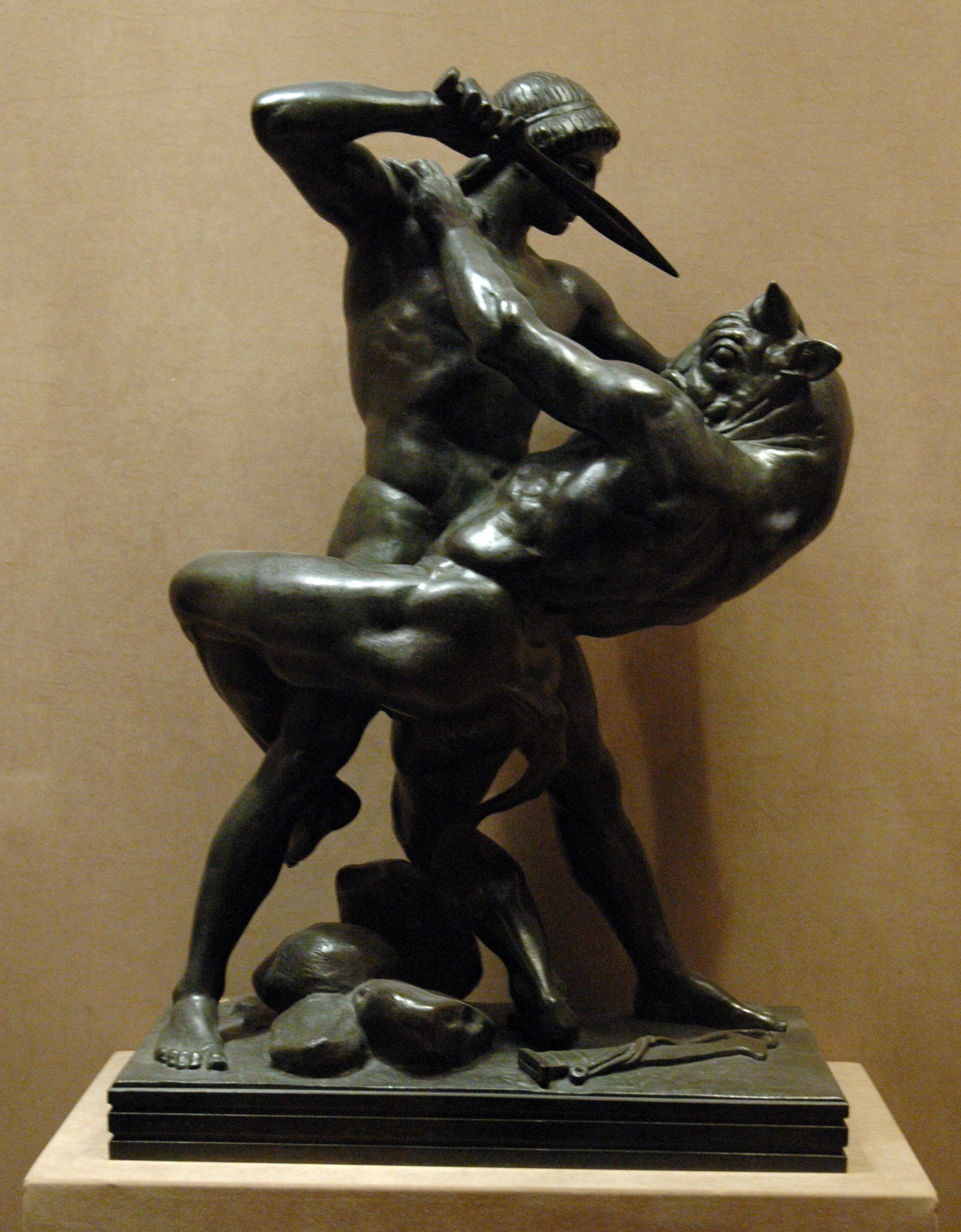
Teseo y el Minotauro, museo del Louvre.

Antoine-Louis Barye (24 de septiembre de 1795 - 25 de junio de 1875) fue un escultor del romanticismo realista francés. Las esculturas de Antoine-Louis Barye fueron realizadas por su hijo Alfred Barye, quien durante décadas fue obligado a no poner su propia firma hasta que hubo una ruptura en la relación entre ambos.

## Biografía
Hijo de un orfebre, en el taller de su padre adquirió el gusto por el detalle. Fue además discípulo de François Joseph Bosio y Antoine-Jean Gros, ingresó en la École nationale supérieure des beaux-arts en 1818. Tuvo una fundición propia para realizar sus obras utilizando técnicas muy avanzadas en su tiempo. Profesor del Museo de Historia de París y tuvo a Auguste Rodin como alumno.
Trabajó casi siempre el bronce, destacando sus esculturas de animales en lucha, para los que tomaba apuntes realizados en el zoológico del Jardín de plantas de París. Aunque su material favorito fue el bronce, también esculpió en piedra unos grupos escultóricos para el Louvre como La Paz, Fuerza, Guerra y Orden.
Entre 1864 y 1865, colaboró con el arquitecto Viollet-le-Duc, en el monumento conmemorativo erigido en memoria de Napoleón Bonaparte y sus cuatro hermanos. El proyecto fue un encargo de Napoleón III. El conjunto está formado por una estatua ecuestre de Napoleón, obra de Antoine Louis Barye; Las estatuas que representan a Luis y José son obra de Jean Claude Petit, las de Luciano y Jerónimo de Émile Thomas y Jacques Léonard Maillet respectivamente. El monumento se levanta en la plaza del general de Gaulle de Ajaccio. ·

## Estilo
Barye fue uno de los primeros y más representativos ejemplos del naturalismo. Al mismo tiempo, recogió el gusto romántico por los paisajes exóticos, plasmando animales salvajes con fuertes escenas de enfrentamiento como el Tigre devorando un gavial que presentó en el Salón de 1831 tuvo una muy favorable crítica.
El rey le encargó en 1833 una escultura para el jardín de las Tullerías, Bayre realizó el León con serpiente como alegoría de la monarquía aplastando la insurgencia (tres años después de los disturbios de 1830). Esta obra fue unánimemente aceptada y Alfred de Musset comentó sobre ella: «El león de bronce del Sr. Barye da miedo, como la naturaleza. ¡Qué fuerza y qué verdad! El león ruge, y se sienten los silbidos de la serpiente ...»
El estilo de Bayre se suavizó desde 1843, sin perder el vigor realizó grupos como Teseo y el Minotauro con una gran energía y movimiento.

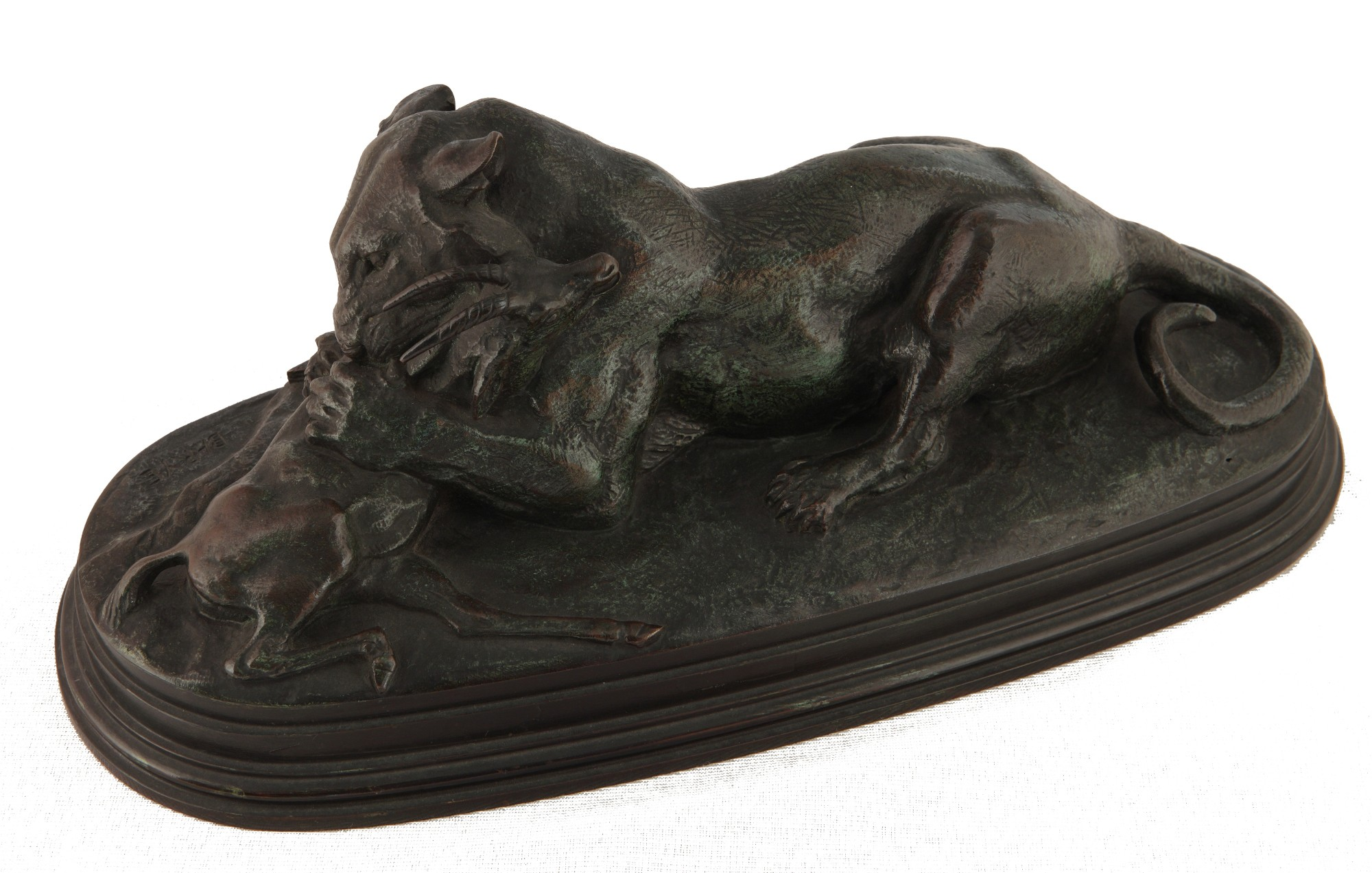
Tigre devorando un antílope - Antoine-Louis Barye

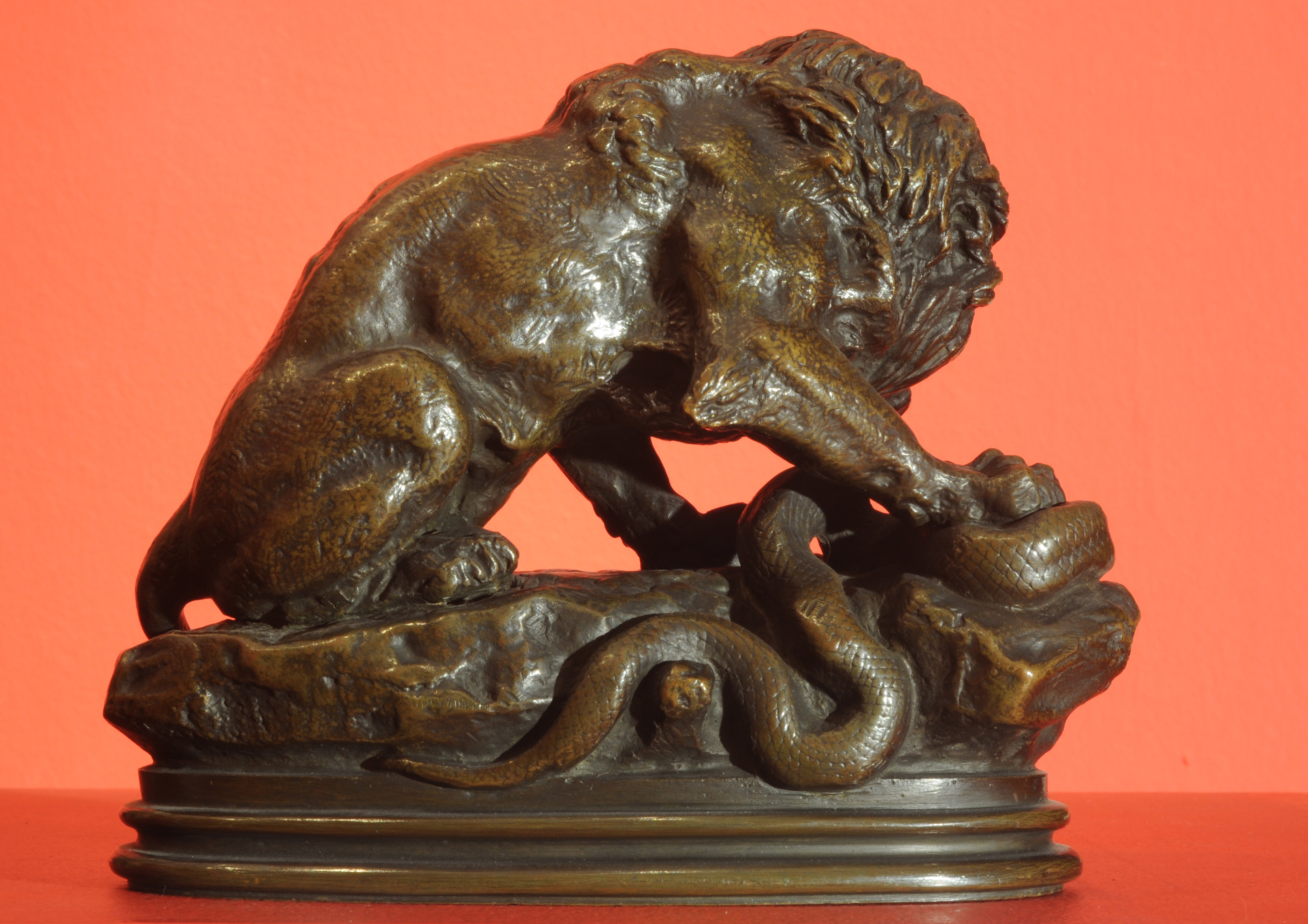
León y serpiente - Antoine-Louis Barye

## Enlaces
- Alfred Barye
- Maison Barbedienne